# Nur ad-Din
Nur ad-din Abu al-Qasim Mahmud Ibn 'Imad ad-Din Zangi, zwany Nur ed-Din, Nur al-Din lub Nureddin (ur. 1118, zm. 15 maja 1174) – członek dynastii Zengidów i władca Syrii od 1146 do 1174. Jego ojcem był Zengi, bej Mosulu i Aleppo. 
W trakcie swego panowania za główny cel postawił sobie odbicie z rąk chrześcijańskich Syrii i Jerozolimy, czemu niechcący przyczyniła się II krucjata. Damaszek w obliczu zagrożenia ze strony krzyżowców oddał się w roku 1154 pod opiekę Nur ad-Dina, umacniając tym samym jego pozycję. 
Poza talentami wojskowymi charakteryzował się również dbałością o rozbudowę infrastruktury kraju budując szkoły, szpitale, karawanseraje i meczety.